# FSO Syrena

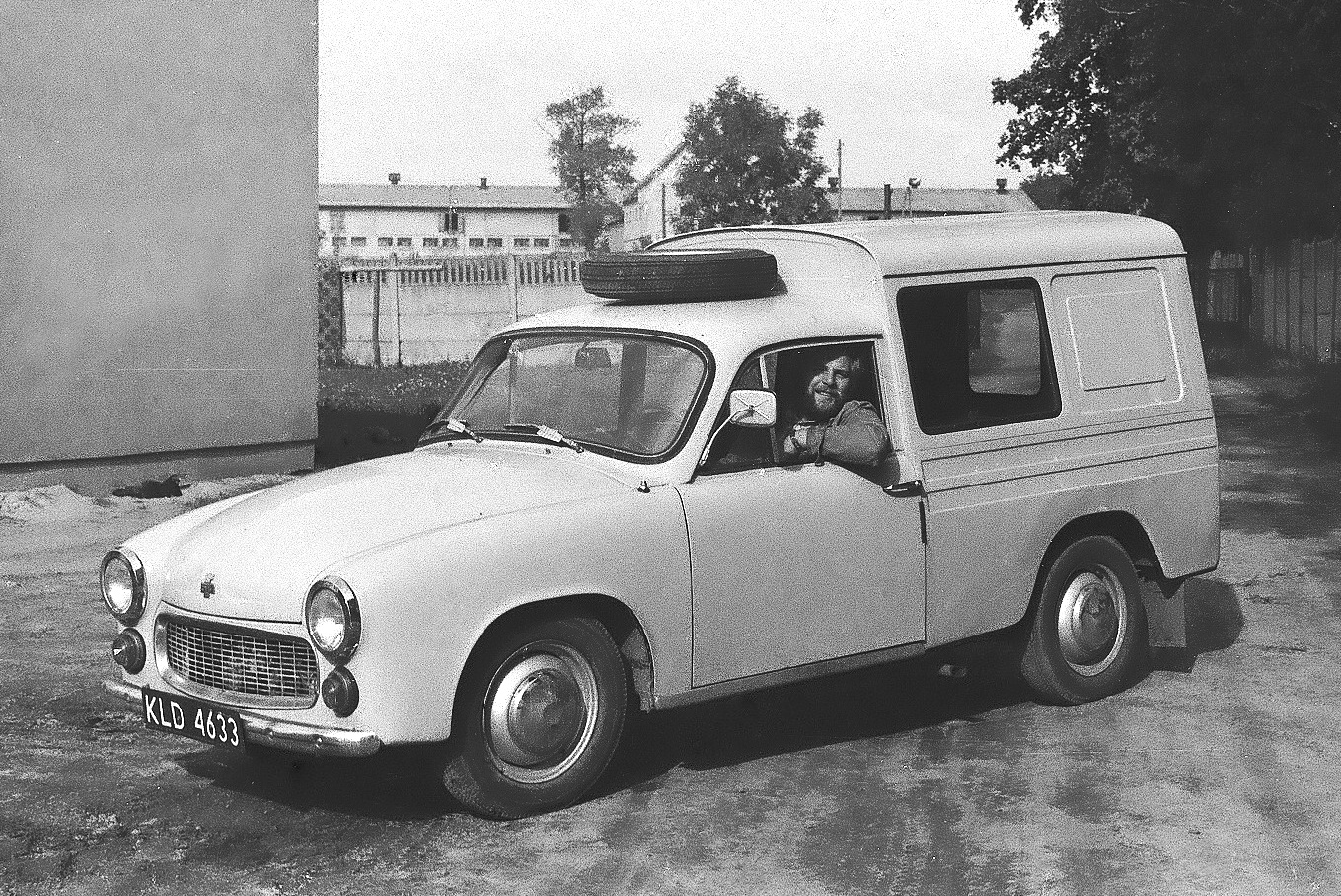
Syrena 105B Bosto

FSO Syrena (Сирена) — польские легковые автомобили и грузовые фургоны, производившиеся компанией FSO в Варшаве с 1957 по 1972 годы, а также на Заводе малолитражных автомобилей (FSM) в Бельско-Бяла с 1972 по 1983 годы.
Автомобиль назван в честь символа польской столицы, варшавской сирены. Сирена — это русалка, которая, согласно легенде, защищает реку Вислу и столицу Польши, Варшаву. Она представлена и на городском гербе. В Польше автомобили иногда называют Syrenka (русалочка).
После выпуска автомобилей модели FSO Warszawa, польского варианта советского ГАЗ-М-20 «Победа», в 1953 году инженерами Fabryka Samochodów Osobowych S.A. (FSO) (рус. Завод Легковых Автомобилей) была разработана машина меньшего размера с передним приводом. В 1957 году предприятие начало выпуск этих машин под маркой FSO Syrena.
Всего было выпущено 521 311 единиц автомобилей (177 234 на заводе FSO, 344 077 на FSM) в двух модификациях, отличающихся двигателями. Интересно, что за достаточно долгое время производства автомобиль претерпел лишь незначительные изменения.
Сирена выпускалась в различных моделях: 100, 101, 102, 103, 104, однако самой популярной моделью была 105. Все они являлись двухдверными седанами с двухтактными двигателями, изначально с двумя цилиндрами. С 1965 года на Сирены устанавливались трёхцилиндровые двигатели.
В 1968 году была выпущена модель-прототип, названная laminat. Также были выпущены фургон Syrena Bosto и пикап R20. Модели в кузовах купе (Syrena Sport) и хетчбэк (Syrena 110), появившиеся в 1966 году, остались прототипами.

## Модели

### Syrena 100
Syrena 100 была разработана инженерами Станиславом Лукашевичем, Станиславом Панзакевичем и Фредериком Блюмке. Автомобиль был представлен в июне 1955 года на XXIV Познанской ярмарке. Автомобиль вызвал большой интерес, что побудило правительство начать его производство. Уровень производства составлял 10 тысяч автомобилей в год. По финансовым причинам первая «Сирена» и старый польский автомобиль «Варшава» имели множество общих деталей. В результате «Сирена» получилась намного тяжелее, чем предполагалось (950 кг).

### Syrena 101
В 1960 году с Сиреной произошла первая, незначительная модернизация. Автомобиль получил пневматический топливный насос и карбюратор. Он также получил два новых стеклоочистителя и обновленную подвеску.

### Syrena 102
Сирена 102 выпускалась в 1962 и 1963 годах, с немного разными деталями кузова. Версия «S» получила двигатель Wartburg 312. Было выпущено около 150 единиц Сирены 102S.

### Syrena 103
Сирена 103 выпускалась между 1963 и 1966 годами и имела рестайлинговый перед и другой двигатель.

### Syrena 104
Следующая модель производилась с 1966 по 1972 год. Она имела новый, трёхцилиндровый двигатель, синхронизированную коробку передач и рестайлинговые задние фонари.

### Syrena 105
105 была последней Сиреной. Она выпускалась с 1972 по 1983 годы на заводе FSM. В отличие от своих предшественников, автомобиль имел обычные двери вместо «самоубийц». В версии «Lux», выпускаемой с 1974 года, рычаг переключения передач и ручной тормоз располагался между передними сиденьями. 105 послужила основой для двух других моделей — Syrena R-20, который была пикапом, и фургона — Bosto.

### Syrena Sport
В 1960 году прототип Syrena Sport был изготовлен со стекловолоконным кузовом и четырёхтактным 4-цилиндровым двигателем, однако модель не была запущена в производство.